# Marc Ford
Marc Ford (Los Angeles, 13 aprile 1966) è un chitarrista, cantante e compositore statunitense, ex chitarra solista del gruppo rock dei Black Crowes.

## Biografia

### Burning Tree
Ford iniziò la propria carriera musicale nei tardi anni ottanta, nel gruppo blues-rock dei Burning Tree, un power trio costituito dallo stesso Ford come voce e chitarra, Mark Dutton al basso elettrico e Doni Gray alla batteria. Il gruppo incise un unico album nel 1990, omonimo per la Epic Records. L'album Burning Tree ebbe uno scarso successo commerciale ma ricevette buone critiche, e consentì comunque al trio di esibirsi dal vivo in molte località fra il 1990 e il 1991.

### The Black Crowes
Alla fine del 1991 Ford si trovò spesso a condividere il palco con il gruppo rock già affermato dei Black Crowes. Il suo ingresso nel gruppo avvenne casualmente, come rimpiazzo di Jeff Cease quando i rapporti fra quest'ultimo e il gruppo si compromisero. Il primo album pubblicato dai Crowes con Ford alla chitarra fu The Southern Harmony and Musical Companion, che fu anche un grandissimo successo per il gruppo, raggiungendo il traguardo del doppio disco di platino. Ford suonò con i Crowes anche nei due successivi Amorica (1994) e Three Snakes and One Charm (1996) e in due album non pubblicati (Tall del 1993 e Band del 1997), che furono in seguito raccolti insieme e pubblicati col titolo The Lost Crowes. In questo periodo, Ford e il cantante Chris Robinson dei Crowes vennero a costituire, secondo alcuni critici, il più notevole duo rock degli anni novanta.
Ford venne allontanato dai Crowes alla fine del 1997, per volere dei fondatori del gruppo Chris e Rich Robinson, che giustificarono questa scelta sostenendo che Ford faceva uso eccessivo di droghe. Il successivo album della band, By Your Side, fu accolto più timidamente dei precedenti.

### Carriera solista
Dopo aver lasciato i Black Crowes Ford intraprese una carriera solista, facendosi accompagnare da diverse formazioni di supporto, e contemporaneamente iniziò a collaborare con altre formazioni affermate, come Gov't Mule e Chris Stills Band.
Nel 2000 Ford entrò nei Blue Floyd, tribute band dedicata ai Pink Floyd, in cui suonavano anche altri musicisti affermati come Allen Woody e Johnny Neel, e che ebbe in quegli anni un grande successo. L'anno successivo, tuttavia, Ford riprese la propria attività solista. Occasionalmente tornò a suonare insieme a Chris Robison, contribuendo anche compositore a uno dei brani del primo album solista di Robinson, New Earth Mud. Nel 2002 Ford incise il proprio album di debutto come solista, insieme a una formazione di supporto chiamata The Sinners: It's About Time. Il gruppo fu notato dalla cantante country Lucinda Williams, che contribuì a promuoverlo e finanziarlo. Poco tempo, tuttavia, Ford decise di accompagnare Ben Harper, e abbandonò il progetto dei Sinners. Questa collaborazione durò fino al 2004, e portò alla partecipazione di Ford a due album di Ben Harper: The Blind Boys of Alabama e There Will Be a Light.

### Reunion dei Black Crowes
Nel 2005 i fratelli Robinson, che avevano sciolto i Black Crowes tre anni prima, decisero di rifondare il gruppo per un tour di reunion. Ford accettò di partecipare al progetto, continuando però a collaborare anche con Harper e contribuendo all'incisione dell'album del 2006 Both Sides of the Gun e partecipando a numerosi concerti di Harper. Il 5 settembre dello stesso anno Ford annunciò, attraverso i propri legali, che non aveva più intenzione di continuare la collaborazione con i Black Crowes.

### Ripresa della carriera solista
Dopo aver lasciato nuovamente i Crowes, Ford riprese a suonare come solista, organizzando tra l'altro tre concerti con la sua prima formazione, i Burning Tree. Nel 2007 incise il suo secondo album solista, Weary and Wired, in cui compare tra l'altro Doni Gray dei Burning Tree. Il tour promozionale dell'album toccò numerose nazioni in tutto il mondo, inclusi Stati Uniti, Spagna, Germania, Russia e altre nazioni europee.
Fra i principali progetti solisti recenti di Ford si segnala in particolare quello con il gruppo di supporto "Neptune Blues Club", cominciato nel 2008 con l'album Mark Ford and the Neptune Blues Club. Un secondo album con i Neptune Blues Club risulta in lavorazione.

### Altre attività
Oltre che musicista, Ford è anche produttore discografico; ha prodotto, fra l'altro, gli album del cantante country/rock Ryan Bingham.

## Discografia
- Burning Tree con i Burning Tree (Epic Records, 1990)
- The Southern Harmony and Musical Companion con The Black Crowes (American Recordings, 1992)
- Tall con The Black Crowes (inedito, 1993)
- Amorica con The Black Crowes (American Recordings, 1994)
- Three Snakes and One Charm con The Black Crowes (American Recordings, 1996)
- Band con The Black Crowes (inedito, 1997)
- It's About Time (Anko Records, 2003)
- The Lost Crowes con The Black Crowes (Rhino, 2006)
- Weary and Wired (Blues Bureau, 2007)
- Marc Ford and the Neptune Blues Club (Blues Bureau, 2008)
- Fuzz Machine (BandCamp, 2010)
- Holy Ghost (Naim Label, 2014)
- The Vulture (2016)